# Edílson José da Silva
Edílson José da Silva (nacido el 8 de diciembre de 1978) es un exfutbolista brasileño que se desempeñaba como delantero.
Jugó para clubes como el Paraná, Atlético Sorocaba, AC Tripoli, Avispa Fukuoka, Rio Branco y Al Ansar Beirut.

## Trayectoria

### Clubes
| Club              | País   | Año         |
| ----------------- | ------ | ----------- |
| Paraná            | Brasil | 2000 - 2001 |
| Atlético Sorocaba | Brasil | 2002        |
| AC Tripoli        | Líbano | 2002 - 2004 |
| Avispa Fukuoka    | Japón  | 2004 - 2005 |
| Rio Branco        | Brasil | 2006 - 2007 |
| Al Ansar Beirut   | Líbano | 2007        |